# العلاقات البالاوية اللبنانية
العلاقات البالاوية اللبنانية هي العلاقات الثنائية التي تجمع بين بالاو ولبنان.

## مقارنة بين البلدين
هذه مقارنة عامة ومرجعية للدولتين:
| وجه المقارنة                                              | بالاو                         | لبنان                                                                |
| --------------------------------------------------------- | ----------------------------- | -------------------------------------------------------------------- |
| المساحة (كم2)                                             | 465                           | 10.45 ألف                                                            |
| عدد السكان (نسمة)                                         | 21.73 ألف                     | 6.10 مليون                                                           |
| الكثافة السكانية (ن./كم²)                                 | 4.67 ألف                      | 583.73                                                               |
| العاصمة                                                   | نغيرولمود، كورور              | بيروت                                                                |
| اللغة الرسمية                                             | لغة إنجليزية، اللغة البالاوية | اللغة العربية، لغة فرنسية                                            |
| العملة                                                    | دولار أمريكي                  | ليرة لبنانية                                                         |
| الناتج المحلي الإجمالي (بليون دولار)                      | 291.54 مليون                  | 51.84 مليار                                                          |
| الناتج المحلي الإجمالي (تعادل القوة الشرائية) بليون دولار | 326.12 مليون                  | 81.54 مليار                                                          |
| الناتج المحلي الإجمالي الاسمي للفرد دولار أمريكي          | 13.50 ألف                     | 8.05 ألف                                                             |
| الناتج المحلي الإجمالي للفرد دولار أمريكي                 | 14.76 ألف                     | 17.46 ألف                                                            |
| مؤشر التنمية البشرية                                      | 0.780                         | 0.769                                                                |
| رمز المكالمات الدولي                                      | +680                          | +961                                                                 |
| رمز الإنترنت                                              | .pw                           | .lb                                                                  |
| المنطقة الزمنية                                           | ت ع م+09:00                   | ت ع م+02:00، ت ع م+03:00، توقيت شرق أوروبا، توقيت شرق أوروبا الصيفي ‏ |

## منظمات دولية مشتركة
يشترك البلدان في عضوية مجموعة من المنظمات الدولية، منها:
| علم المنظمة | اسم المنظمة                        | تاريخ انضمام بالاو | تاريخ انضمام لبنان |
| ----------- | ---------------------------------- | ------------------ | ------------------ |
|             | مؤسسة التنمية الدولية              | 16 ديسمبر 1997     | 10 أبريل 1962      |
|             | الأمم المتحدة                      | 15 ديسمبر 1994     | 24 أكتوبر 1945     |
|             | منظمة حظر الأسلحة الكيميائية       | ?                  | ?                  |
|             | مؤسسة التمويل الدولية              | 16 ديسمبر 1997     | 28 ديسمبر 1956     |
|             | وكالة ضمان الاستثمار متعدد الأطراف | 16 ديسمبر 1997     | 19 أكتوبر 1994     |
|             | يونسكو                             | 20 سبتمبر 1999     | 4 نوفمبر 1946      |
|             | البنك الدولي للإنشاء والتعمير      | 16 ديسمبر 1997     | 14 أبريل 1947      |